# Tephritis jocaste
Tephritis jocaste är en tvåvingeart som beskrevs av Erich Martin Hering 1953. Tephritis jocaste ingår i släktet Tephritis och familjen borrflugor. Inga underarter finns listade i Catalogue of Life.